# Zdzisław Lesiński

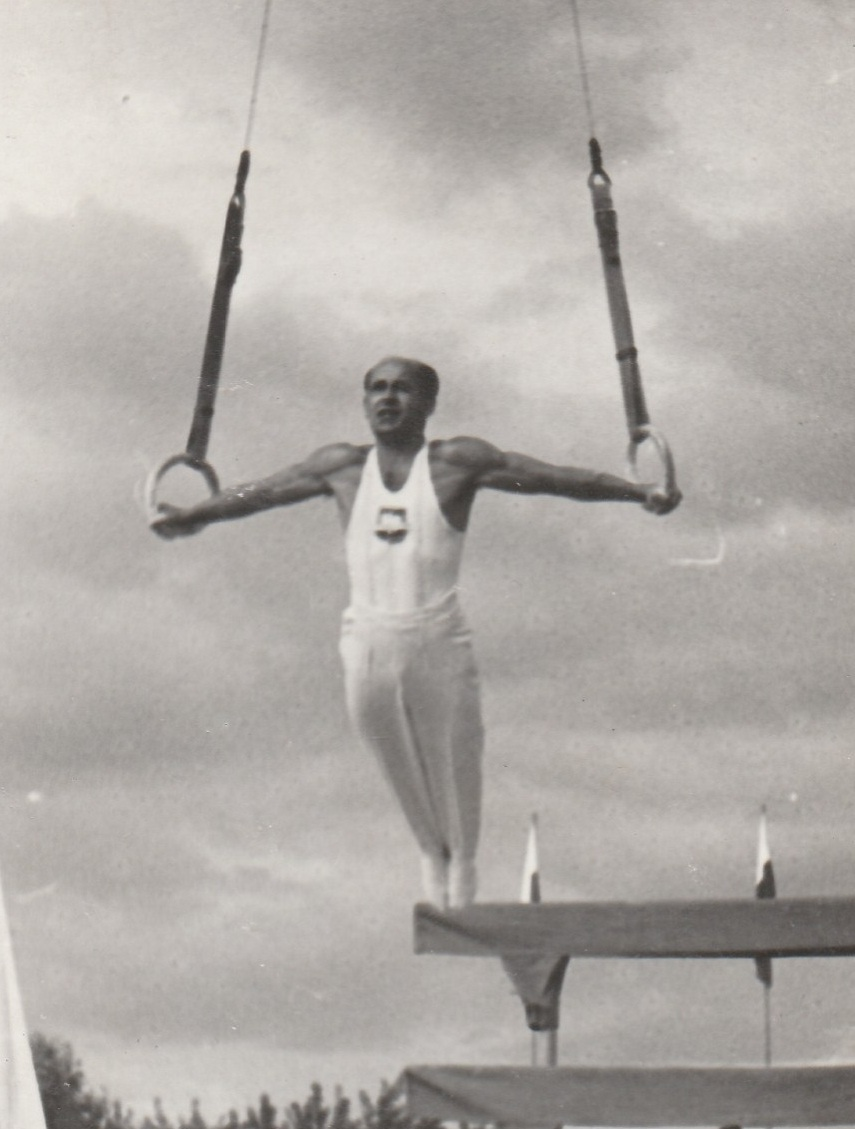
Zdzisław Lesiński

Zdzisław Lesiński (ur. 19 września 1921 w Poznaniu, zm. 22 sierpnia 2000 tamże) – gimnastyk, trener, olimpijczyk z Helsinek 1952.

## Życiorys
Karierę sportową rozpoczął przed II wojną światową w Poznaniu. Po wojnie wielokrotny (7) mistrz Polski w: wieloboju (1950), ćwiczeniach na poręczach (1951,1954), ćwiczeniach na kółkach (1950-1952), ćwiczeniach na drążku (1950).
Uczestnik igrzysk olimpijskich 1952 roku w Helsinkach, gdzie zajął:
- 13. miejsce w wieloboju drużynowym
- 53. miejsce w ćwiczeniach na kółkach
- 105. miejsce w ćwiczeniach wolnych
- 108. miejsce w ćwiczeniach na koniu z łękami
- 111. miejsce w wieloboju indywidualnym
- 127. miejsce w ćwiczeniach na drążku
- 128. miejsce w skoku przez konia
- 165. miejsce w ćwiczeniach na poręczach

Po zakończeniu kariery sportowej poświęcił się pracy trenerskiej.

## Bibliografia

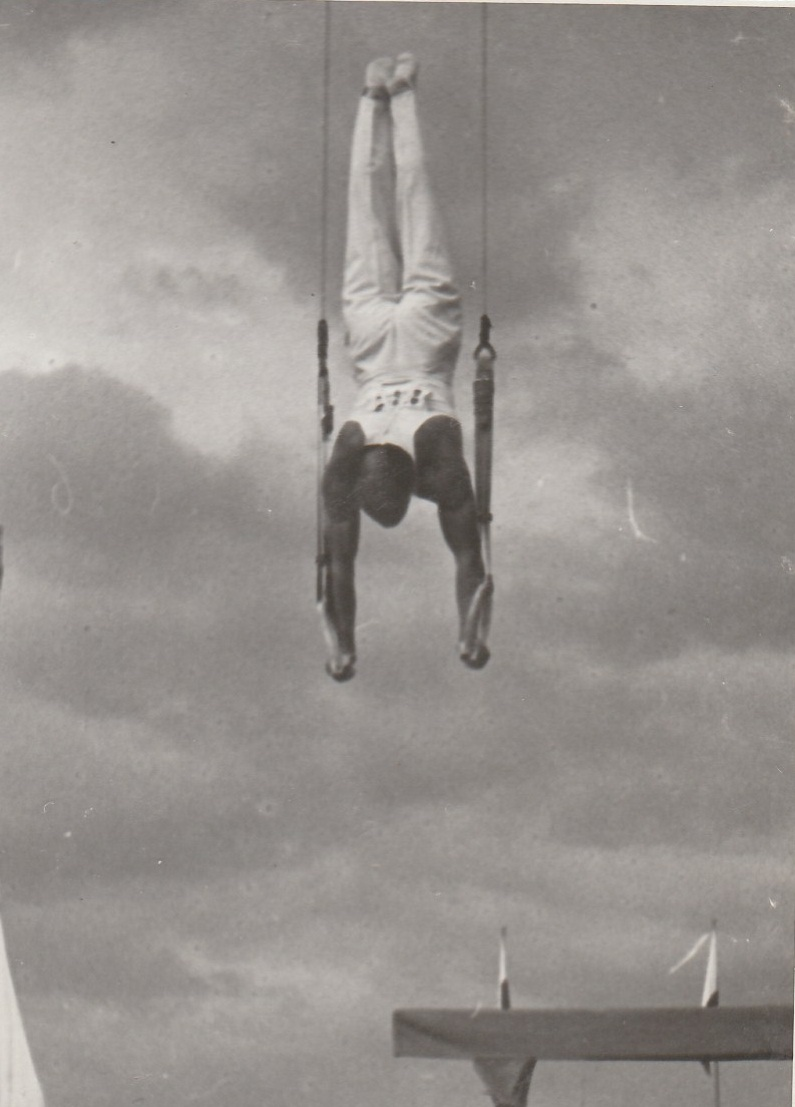
Zdzisław Lesiński

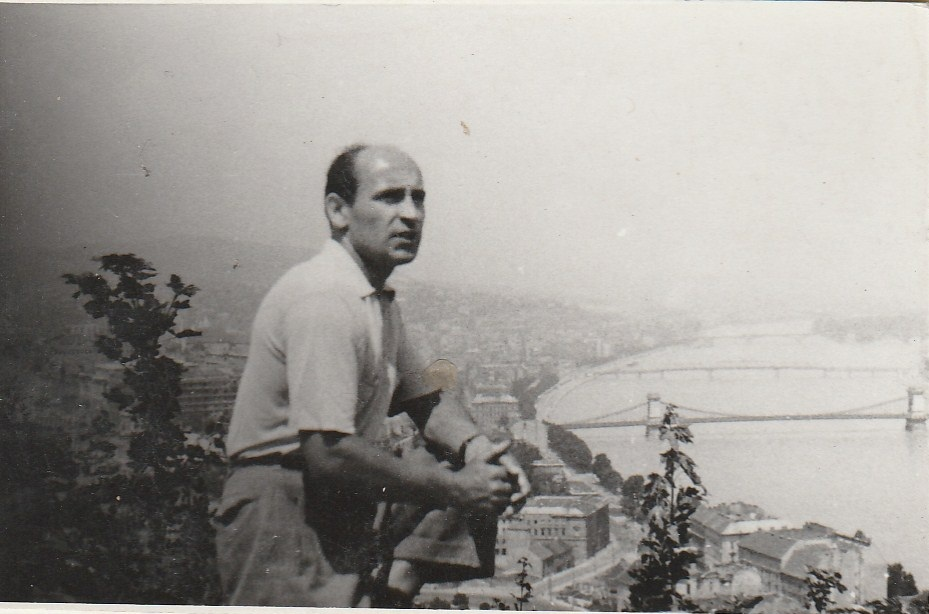
Zdzisław Lesiński